# العلاقات التشيكية البالاوية
العلاقات التشيكية البالاوية هي العلاقات الثنائية التي تجمع بين التشيك وبالاو.

## مقارنة بين البلدين
هذه مقارنة عامة ومرجعية للدولتين:
| وجه المقارنة                                              | التشيك                                                                            | بالاو                         |
| --------------------------------------------------------- | --------------------------------------------------------------------------------- | ----------------------------- |
| المساحة (كم2)                                             | 78.87 ألف                                                                         | 465                           |
| عدد السكان (نسمة)                                         | 10.52 مليون                                                                       | 21.73 ألف                     |
| الكثافة السكانية (ن./كم²)                                 | 133.38                                                                            | 4.67 ألف                      |
| العاصمة                                                   | براغ                                                                              | نغيرولمود، كورور              |
| اللغة الرسمية                                             | اللغة التشيكية                                                                    | لغة إنجليزية، اللغة البالاوية |
| العملة                                                    | كرونة تشيكية، كرونة تشيكوسلوفاكية                                                 | دولار أمريكي                  |
| الناتج المحلي الإجمالي (بليون دولار)                      | 215.73 مليار                                                                      | 291.54 مليون                  |
| الناتج المحلي الإجمالي (تعادل القوة الشرائية) بليون دولار | 356.15 مليار                                                                      | 326.12 مليون                  |
| الناتج المحلي الإجمالي الاسمي للفرد دولار أمريكي          | 17.55 ألف                                                                         | 13.50 ألف                     |
| الناتج المحلي الإجمالي للفرد دولار أمريكي                 | 31.19 ألف                                                                         | 14.76 ألف                     |
| مؤشر التنمية البشرية                                      | 0.878                                                                             | 0.780                         |
| رمز المكالمات الدولي                                      | +420                                                                              | +680                          |
| رمز الإنترنت                                              | .cz                                                                               | .pw                           |
| المنطقة الزمنية                                           | ت ع م+01:00، ت ع م+02:00، توقيت وسط أوروبا، توقيت وسط أوروبا الصيفي، أوروبا/براغ ‏ | ت ع م+09:00                   |

## منظمات دولية مشتركة
يشترك البلدان في عضوية مجموعة من المنظمات الدولية، منها:
| علم المنظمة | اسم المنظمة                        | تاريخ انضمام التشيك | تاريخ انضمام بالاو |
| ----------- | ---------------------------------- | ------------------- | ------------------ |
|             | مؤسسة التنمية الدولية              | 1993                | 16 ديسمبر 1997     |
|             | البنك الدولي للإنشاء والتعمير      | 1993                | 16 ديسمبر 1997     |
|             | مؤسسة التمويل الدولية              | 1993                | 16 ديسمبر 1997     |
|             | منظمة حظر الأسلحة الكيميائية       | ?                   | ?                  |
|             | وكالة ضمان الاستثمار متعدد الأطراف | 1993                | 16 ديسمبر 1997     |
|             | الأمم المتحدة                      | 19 يناير 1993       | 15 ديسمبر 1994     |
|             | يونسكو                             | 22 فبراير 1993      | 20 سبتمبر 1999     |

## وصلات خارجية
- موقع وزارة الخارجية التشيكية